# أوجابن
أوجابن (بالفارسية: اوجابن) هي قرية تقع في قسم انجيرآب الريفي (مقاطعة غرغان) في إيران. يقدر عدد سكانها بـ 725 نسمة بحسب إحصاء 2016.